# قالب‌سازی ماتریس
قالب سازی ماتریسی یا  قالب سازی انتقالی ماتریس، این تکینیک معمولاً در حین قالب‌سازی استفاده می‌شود و شخص در حال اسمبل (سرهم) کردن پوسته بیرونی سفت و سخت یا  فلاسک ریخته گری، بعد از آن قالب مایع یا نرم‌تر بین شل یا پوسته و نمونه اولیه قرار می‌گیرد. این روند معمولاً برای شکل‌های سخت مانند کامپوزیت شیشه ای، شیشه و کامپوزیت سرامیک ای انجام می‌گیرد.